# Гокон VI (король Норвегії)

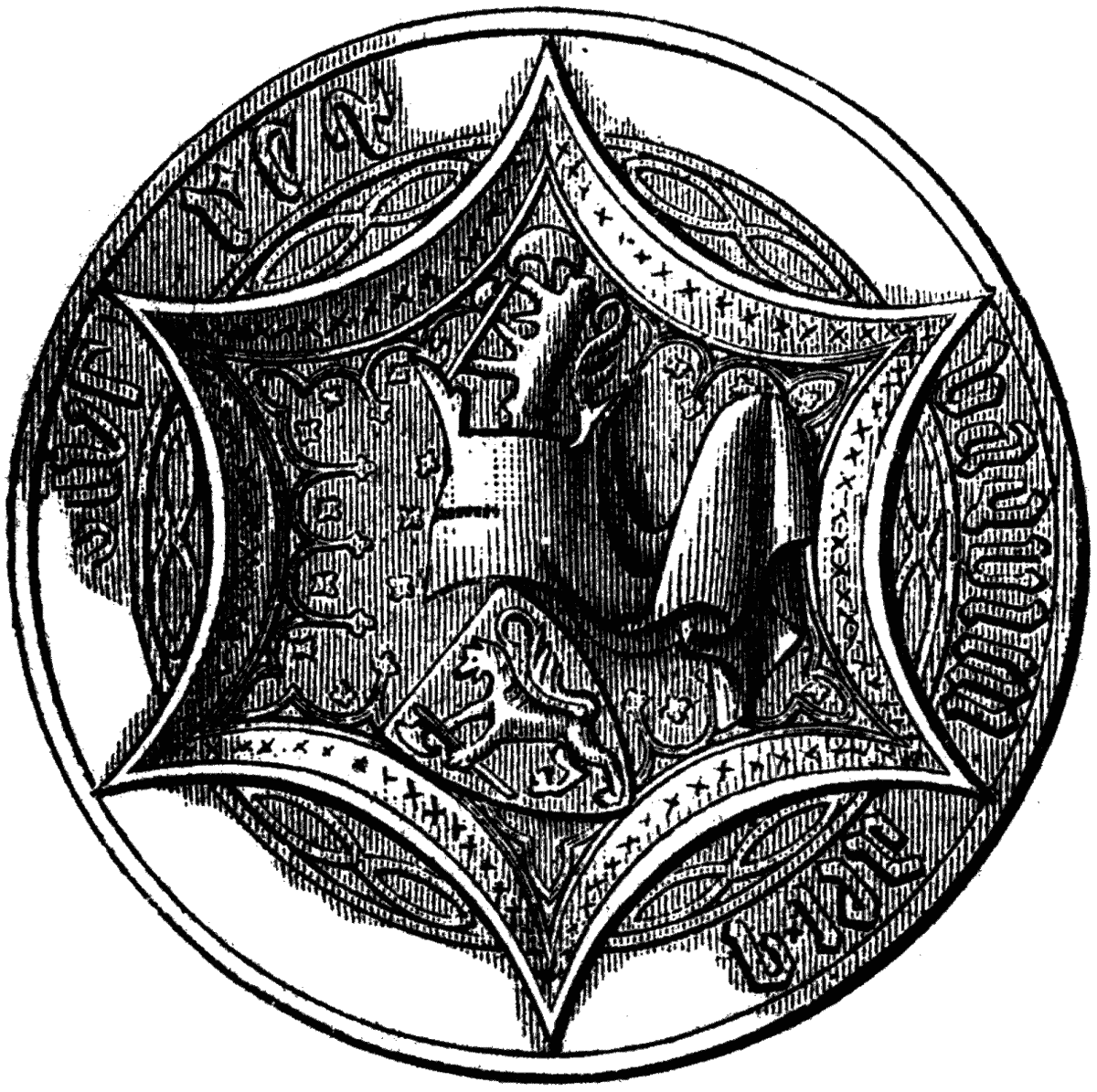
Печатка короля Гокона VI

Го́кон VI Ма́гнуссон (шв.: Håkon Magnusson, нар. 1340 — пом. 1380) — король Норвегії від 1355 до 1380 року та Швеції від 1362 до 1364 року як Гокон II. Походив з династії Фолькунгів.

## Король Норвегії
Був сином Магнуса IV Ерікссона, короля Швеції та Норвегії, і Бланки Намюрської. 1343 року Гокона оголосили спадкоємцем норвезького трону. З цього моменту Гокон мешкав у Норвегії. Це дозволило йому встановити необхідні зв'язки з представниками знаті Норвегії. У 1355 році Гокона було короновано на володаря Норвегії.
Брав участь у боротьбі свого брата Еріка проти батька 1355 року. Після смерті Еріка 1359 року Гокон отримав беззаперечні права на шведську корону. Після того як короля Магнуса скинуто з престолу 1362 року, шведська аристократія запросила Гокона на шведський престол. Він став новим королем Швеції 15 лютого 1362 року в місті Уппсала. Водночас проти нього виступили жителі портових міст і частина шляхти, які обрали новим королем Альбрехта Мекленбурзького.

## Боротьба за Швецію
Як король Швеції 1363 року Гокон почав боротьбу за владу з Альбрехтом Мекленбурзьким. 1364 Гокона позбавлено влади у Швеції на користь Альбрехта. Проте Гокон VI не змирився з утратою шведської корони й 1365 року розпочав нову війну. Перед цим для зміцнення своїх позицій він одружився з дочкою Вальдемара IV, короля Данії. Разом з тим, у 1368 та 1370 роках укладено мирні угоди між Норвегією і Ганзейським союзом. Відтоді вплив Ганзи в Норвегії почав зростати. Натомість ганзейці надали допомогу Гоконові в боротьбі за шведський престол.
Гокон розбив війська прихильників короля Альбрехта при Гаті, після чого захопив значні території у Швеції. Водночас на підтримку Гокона спалахнуло повстання шведської шляхти. 1371 року Гокон узяв в облогу Стокгольм, але не спромігся його захопити. Унаслідок цього укладено угоди про мир. Гокон зрікся шведського престолу, але отримав західні землі Шведського королівства.

## Останні роки
1375 року Гокон VI активно допомагав своїй дружині Маргариті I поставити новим королем Данії їхнього спільного сина Олафа. У цій справі велику роль зіграла Ганза, за що отримала право втручатись у вибори данського короля. До того ж Гокон затвердив усі права Ганзи, що тоді існували.
У 1379—1380 роках Гокон почав готувати нову війну, щоб захопити Швецію. Він звернувся до представників шведської аристократії з закликом підтримати його дії. Саме під час цих приготувань він раптово помер, залишивши трон Норвегії та права на корону Швеції своєму синові Олафу.

## Родина
Дружина — Маргарита I (1353—1412), донька Вальдемара IV, короля Данії
Діти:
- Олаф (1370—1387)